# Himmel og helvede (film)
Himmel og helvede er en dansk film fra 1988, instrueret af Morten Arnfred. Han har også skrevet manuskript med Jørgen Ljungdahl efter romanen af samme navn af Kirsten Thorup

## Medvirkende
- Karina Skands
- Harriet Andersson
- Erik Mørk
- Ole Lemmeke
- Lise Ringheim
- Waage Sandø
- Pernille Højmark
- Judy Gringer
- Peter Schrøder
- Anne Marie Helger
- Vibeke Hastrup
- Nikolaj Steen